# Ben Mertens
Ben Mertens (ur. 13 października 2004) – belgijski snookerzysta.

## Statystyka finałów

### Turnieje amatorskie: 4 (3 zwycięstwa)
| Źródło     |     |      |                                      |                 |       |
| Rezultat   | Lp. | Rok  | Nazwa turnieju                       | Przeciwnik      | Wynik |
| Zwycięstwo | 1.  | 2018 | Otwarte Mistrzostwa Świata do lat 16 | Aaron Hill      | 4–3   |
| Zwycięstwo | 2.  | 2021 | EBSA Mistrzostwa Europy do lat 18    | Julien Leclercq | 4–3   |
| Zwycięstwo | 3.  | 2022 | EBSA Mistrzostwa Europy do lat 21    | Florian Nüßle   | 5–1   |
| Przegrana  | 1.  | 2022 | EBSA Mistrzostwa Europy              | Andres Petrov   | 3–5   |